# Luktsmåborre
Luktsmåborre (Agrimonia procera) är en växtart i familjen rosväxter.